# Apóstoles
Apóstoles és una ciutat de la província de Misiones, Argentina. Té 40.858 habitants segons el cens de 2001, i és la seu del govern del Departament d'Apóstoles. Es troba al sud-oest de la província, 60 km al sud de la capital provincial Posadas i 27 km de la frontera internacional Argentina-Brasil.
Apóstoles és la capital nacional de la yerba mate, i acull una festa anual dedicada a aquesta planta, base de la popular infusió de mate .
La ciutat es va establir com a reducció jesuïta el 1652. La primera onada d'immigrants, principalment polonesos i ucraïnesos, va arribar el 1897. El municipi es va crear oficialment el 28 de novembre de 1913.